# Юка, Ивона
Ивона Джука (хорв. Ivona Juka; 28 марта 1975, Загреб) — хорватский и черногорский кинорежиссёр. Является автором отмеченных наградами короткометражных фильмов. Является членом Европейской киноакадемии.

## Биография
Родилась в Югославии 28 марта 1975 года в городе Загреб. После средней школы поступила на учёбу в загребскую Академию драматического искусства (актерское мастерство). В 2001 году с отличием оканчивает обучение. В том же году поступает на факультет кино- и телережиссуры в той же академии.

## Карьера
Является режиссером и сценаристом полнометражного документального фильма «Facing the Day», самого награждаемого документального фильма Хорватии. Фильм был признан лучшим среди документальных на разных кинофестивалях (goEast в Висбадене, DokMa, в Сараево и хорватскими кинокритиками. Фильм получил Гран-при на Днях хорватского кино. Фильм имел успешный прокат в таких странах как Хорватия, Македония, Босния и Герцеговина.
«Ты несешь меня» — дебютный полнометражный игровой фильм, самый успешный из всех снятых режиссёром. Премьера фильма состоялась на Международном кинофестивале в 2015 году в чехском городе Карловы Вары. Была приглашена на более чем 20 кинофестивалей, среди которых такие как Международный кинофестиваль Индии — Гоа (ноябрь 2015), Белградский международный кинофестиваль FEST (февраль 2016), Мюнхенский международный кинофестиваль (июнь 2016), фильм был удостоен 14 международных наград (Пульский кинофестиваль — 4 награды; Черногорский кинофестиваль — награда за лучшую режиссуру; Задарский кинофестиваль — Гран-при и другие). «Ты несешь меня» был номинирован на звание лучшего европейского фильма, был официально представлен на 88-ю церемонию вручения премии «Оскар». В 2016 году стал первым фильмом из Хорватии и всего региона купленным крупнейшим сервисом VOD — Netflix.

## Фильмография
- 2003 — «Garbage», короткометражный фильм
- 2003 — «Nothing Else», короткометражный фильм
- 2005 — «Blue Pony Bicycle», документальный фильм
- 2005 — «Добро пожаловать домой, брат!», документальный фильм

## Награды
- 2006 Победитель «Премии Октавиана» в номинации лучший документальный фильм: «Что взять с собой на день» (хорв. Sto sa sobom preko dana).
- 2006 Премия «Grand Prix»
- 2006 Премия «Сердце Сараева» в номинации лучший документальный фильм
- 2006 Победитель премии «Documentary Award»

Также является победителем некоторых других кинофестивалей.